# Paks
Paks er en by i det centrale Ungarn med 17.917(2024) indbyggere. Byen ligger i provinsen Tolna, ved bredden af floden Donau.